# VOC Opperhoofden au Japon

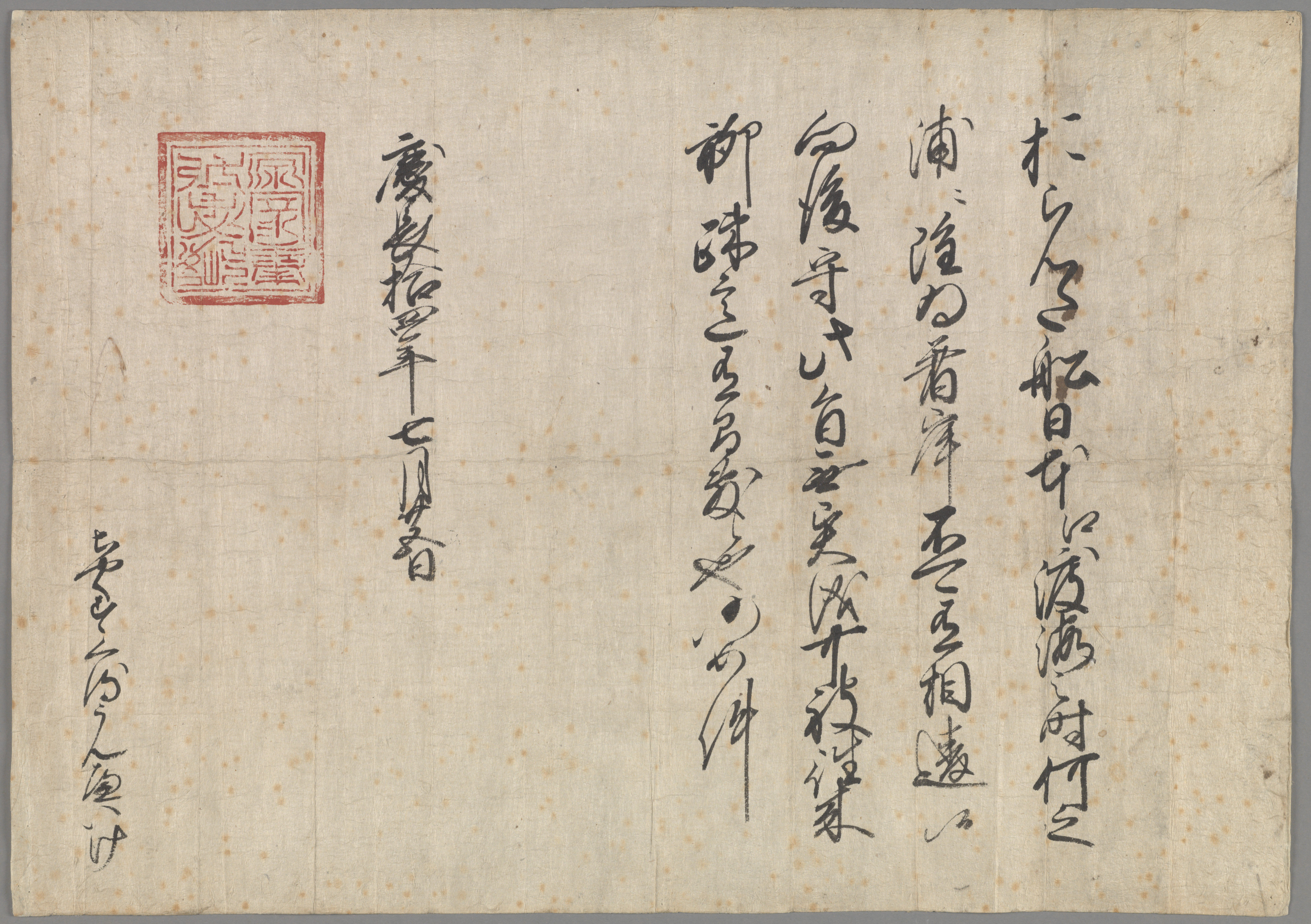
Le « passe de commerce » (en néerlandais : handelspas) émis au nom de Tokugawa Ieyasu. Le texte prescrit : « Les navires hollandais sont autorisés à se rendre au Japon, et ils peuvent débarquer sur toute la côte, sans aucune réserve. À partir de maintenant ce règlement doit être respecté, et les Hollandais laissés libre de naviguer là où ils veulent dans tout le Japon. Aucune infraction contre eux ne sera autorisée, contrairement aux fois précédentes »; daté 24 août 1609 (ère Keichō 14, du 6e mois); n.b., Le goshuin (御朱印) l'identifie comme un document officiel portant le sceau écarlate du shogun.

Les  VOC Opperhoofden au Japon sont les négociants en chef de la Compagnie néerlandaise des Indes orientales (Vereenigde Oostindische Compagnie ou VOC selon l'ancienne orthographe du néerlandais, littéralement « compagnie unie des Indes orientales ») au Japon au cours de la période du shogunat Tokugawa, aussi connue sous le nom époque d'Edo.
Opperhoofd est un mot néerlandais (pluriel Opperhoofden) qui signifie littéralement « chef suprême [l'homme] ». Dans son usage historique, le mot est un titre gouvernatorial, pour le chef de la direction d'un « comptoir » néerlandais au sens de poste de commerce.
La Compagnie néerlandaise des Indes orientales est fondée en 1602 par les États généraux du royaume des Pays-Bas afin d'exercer des activités coloniales en Asie. La VOC connaît un succès unique au Japon, en partie à cause de la façon dont le caractère et les autres qualités de leur opperhoofden sont perçus comme différents des autres concurrents.

## Poste de commerces oumanufactures

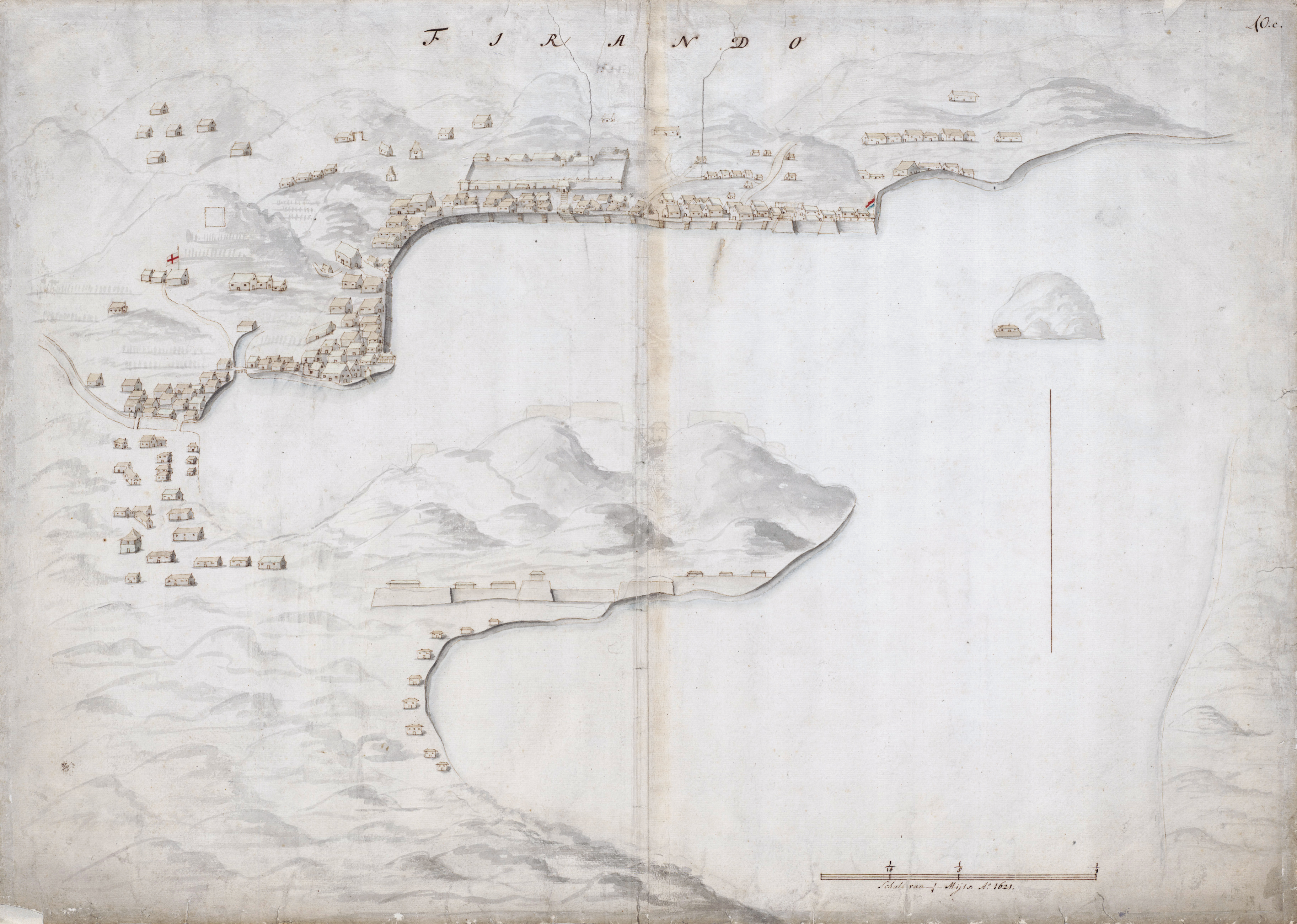
Carte topographique de la baie d'Hirado en 1621. À droite sur la ligne de rivage, le comptoir de la Compagnie néerlandaise des Indes orientales est indiqué avec le drapeau rouge-blanc-bleu des Pays-Bas. À l'extrême gauche, un peu en retrait de la ligne du rivage, on remarque le drapeau blanc à croix rouge, la croix de saint Georges d'Angleterre au poste de commerce de la Compagnie anglaise des Indes orientales -- dessin, 1621.

### Hirado, 1609-1639
Le premier comptoir de commerce de la VOC au Japon se trouve sur l'île d'Hirado au large des côtes du Kyūshū. L'autorisation pour l'établissement de cette installation permanente est accordée en 1609, mais le droit de faire usage de cet emplacement pratique est révoqué en 1639.

### Dejima, 1639-1860

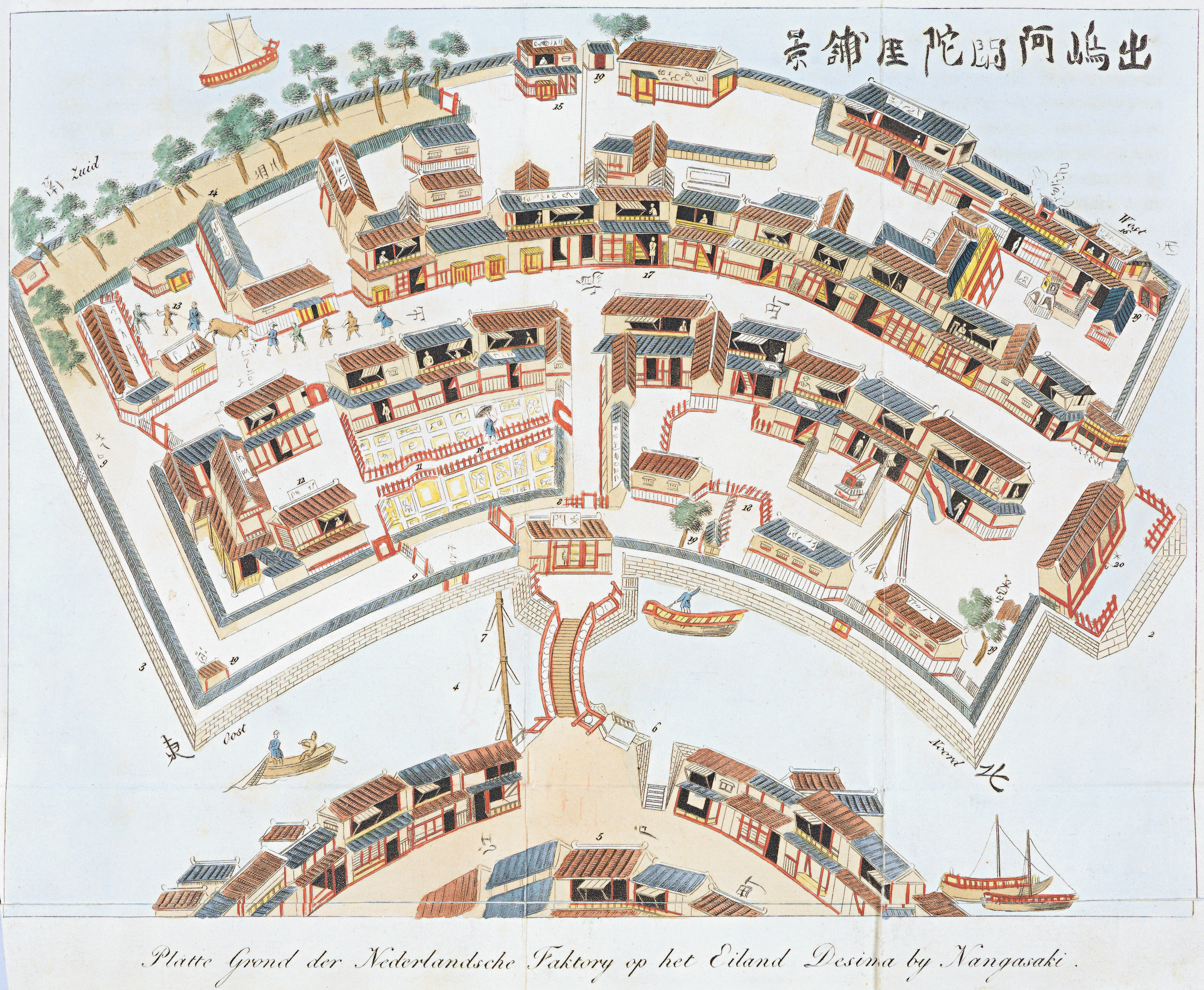
Vue aérienne imaginaire de la disposition de Dejima et des bâtiments. L'île est en forme d'éventail.

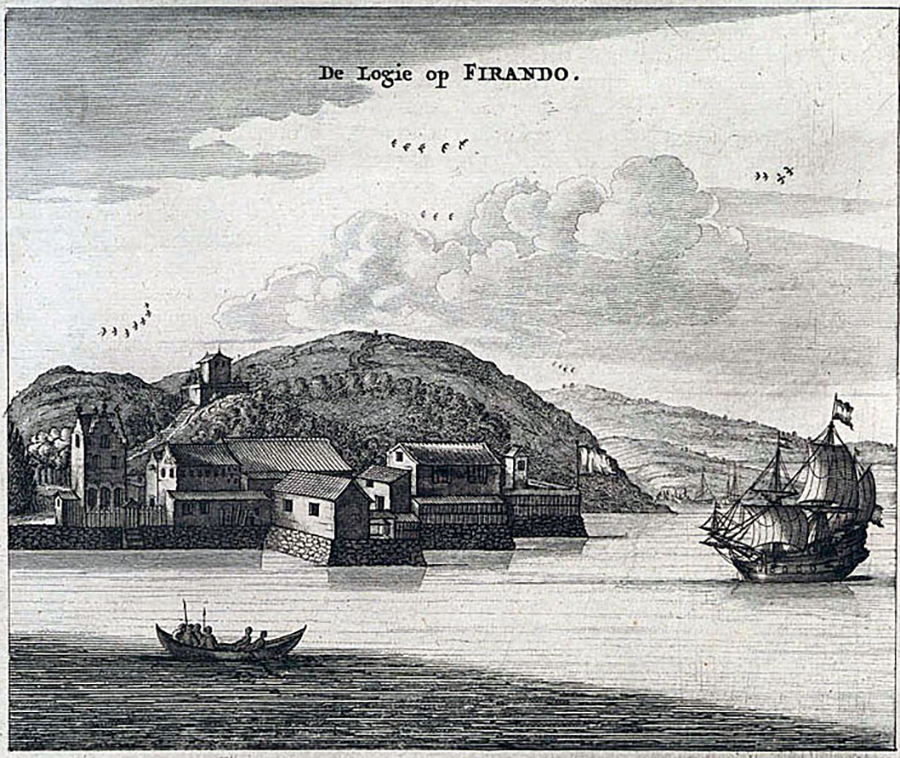
Vue de l'ensemble du VOC sur l'île d'Hirado - côte ouest de Kyūshū -- gravure, circa 1669.

En 1638, le strict sakoku (politique de la « porte fermée ») est mis en place par le shogunat Tokugawa et en 1641, la VOC doit transférer la totalité de ses opérations mercantiles sur la petite île artificielle de Dejima dans le port de Nagasaki. L'île a été construite pour les Portugais, mais ils ont été contraints de l'abandonner ainsi que tous les contacts avec le Japon. Seuls les Néerlandais sont autorisés à rester après que tous les autres Occidentaux ont été exclus.
La présence hollandaise au Japon est étroitement surveillée et contrôlée. Tous les ans par exemple, la VOC doit transférer les opperhoofd. Chacun est supposé voyager à Edo pour rendre hommage au shogun. Les négociants de la VOC doivent faire attention à ne pas importer quoi que ce soit de religieux, et ils ne sont pas autorisés à apporter des femmes, ni à enterrer leurs morts à terre. Ils sont en grande partie libres de faire ce qu'ils veulent sur l'île, mais il leur est expressément ordonné de travailler le dimanche.
Pendant près de 250 ans, une longue série de négociants de la VOC vivent, travaillent et semblent prospérer dans cet endroit confiné.

## Liste des négociants en chef à Hirado
Hirado (平戸市, connue aujourd'hui sous le nom Hirado-shi) est une petite île au large de la côte ouest de l'île japonaise de Kyushu. Au début du XVIIe siècle, Hirado est un centre important du commerce extérieur et comprend des comptoirs de commerce britanniques, chinois et autres avec ceux des Hollandais, entretenus et exploités par la VOC après 1609. Les dirigeants successifs de cette enclave commerciale VOC ou « usine » à Hirado sont les suivants : 
- Jacques Specx :  20.9.1609 - 28.8.1612
- Hendrik Brouwer :  28.8.1612 - 6.8.1614
- Jacques Specx :  6.8.1614 - 29.10.1621
- Leonardt Camps :  29.10.1621 - 21.11.1623
- Cornelis van Nijenrode :  21.11.1623 - _._.1631
- Pieter Stamper :  1631
- Cornelis van Nijenrode :  _._.1631 - 31.1.1633
- Pieter van Santen ou Pieter van Sante :  31.1.1633 - 6.9.1633
- Nicolaes Couckebacker :  6.9.1633 - _._.1635
- Hendrick Hagenaer (nl) (?) :  _._.1635-_._.1637
- Nicolaes Couckebacker :  _._.1637 - 3.2.1639
- François Caron :  3.2.1639 - 13.2.1641 Caron est le dernier opperhoofd à Hirado[1].

## Liste des négociants en chef à Dejima
Dejima (出島) est une île artificielle en forme d'éventail dans la baie de Nagasaki. Cette île est un poste de commerce hollandais pendant la période de restrictions maritimes du Japon (海禁, kaikin, 1641–1853) au cours de l'époque d'Edo. Les dirigeants successifs de cette enclave commerciale VOC ou « usine » à Dejima sont :

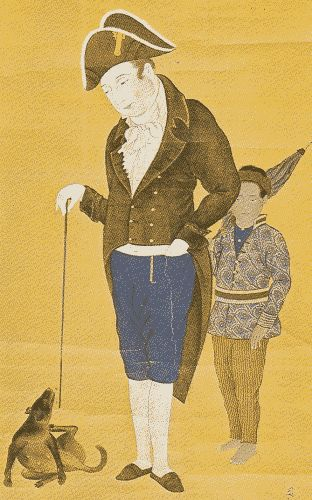
Hendrik Doeff et un serviteur balinais à Dejima, peinture japonaise.

- Maximiliaen Le Maire:  14.2.1641 - 30.10.1641 Le Maire was the first "new" chief trader at Dejima[1]
- Jan van Elseracq :  1.11.1641 - 29.10.1642
- Pieter Anthonijszoon Overtwater :  29.10.1642 - 1.8.1643
- Jan van Elserac :  1.8.1643 - 24.11.1644
- Pieter Anthonijszoon Overtwater :  24.11.1644 - 30.11.1645
- Reinier van Tzum :  30.11.1645 - 27.10.1646
- Willem Verstegen [Versteijen] :  28.10.164 - 10.10.1647
- Frederick Coyett :  3.11.1647 - 9.12.1648
- Dircq Snoecq :  9.12.1648 - 5.11.1649
- Anthonio van Brouckhorst :  5.11.1649 - 25.10.1650
- Pieter Sterthemius :  25.10.1650 - 3.11.1651
- Adriaen van der Burgh :  1.11.1651 - 3.11.1652
- Frederick Coiyett :  4.11.1652 - 10.11.1653
- Gabriel Happart :  4.11.1653 - 31.10.1654
- Leonard Winninx :  31.10.1654 - 23.10.1655
- Joan Boucheljon :  23.10.1655 - 1.11.1656
- Zacharias Wagenaer [Wagener] :  1.11.1656 - 27.10.1657
- Joan Boucheljon :  27.10.1657 - 23.10.1658
- Zacharias Wagenaer [Wagener] :  22.10.1658 - 4.11.1659
- Joan Boucheljon :  4.11.1659 - 26.10.1660
- Hendrick Indijck :  26.10.1660 - 21.11.1661
- Dirck van Lier :  11.11.1661 - 6.11.1662
- Hendrick Indijck :  6.11.1662 - 20.10.1663
- Willem Volger :  20.10.1663 - 7.11.1664
- Jacob Gruijs :  7.11.1664 - 27.10.1665
- Willem Volger :  28.10.1665: - 27.10.1666
- Daniel Six :  18.10.1666 - 6.11.1667
- Constantin Ranst de Jonge :  6.11.1667 - 25.10.1668
- Daniel Six [Sicx] :  25.10.1668 - 14.10.1669
- François de Haze :  14.10.1669 - 2.11.1670
- Martinus Caesar :  2.11.1670 - 12.11.1671
- Johannes Camphuys :  22.10.1671 - 12.11.1672[2].
- Martinus Caesar :  13.11.1672 - 29.10.1673
- Johannes Camphuys :  29.10.1673 - 19.10.1674[2]
- Martinus Caesar :  20.10.1674 - 7.11.1675
- Johannes Camphuys :  7.11.1675 - 27.10.1676[2]
- Dirck de Haze :  27.10.1676 - 16.10.1677
- Albert Brevincq :  16.10.1677 - 4.11.1678
- Dirck de Haas :  4.11.1678 - 24.10.1679
- Albert Brevincq :  24.10.1679 - 11.11.1680
- Isaac van Schinne :  11.11.1680 - 31.10.1681
- Hendrick Canzius :  31.10.1681 - 20.10.1682
- Andreas Cleyer :  20.10.1682 - 8.11.1683[2]
- Constantin Ranst de Jonge :  8.11.1683 - 28.10.1684
- Hendrick van Buijtenhem :  25.10.1684 - 7.10.1685[3]
- Andreas Cleyer :  17.10.1685 - 5.11.1686[2]
- Constantin Ranst de Jonge :  5.11.1686 - 25.10.1687
- Hendrick van Buijtenhem :  25.10.1687 - 13.10.1688[3]
- Cornelis van Outhoorn :  13.10.1688 - 1.11.1689
- Balthasar Sweers :  1.11.1689 - 21.10.1690
- Hendrick van Buijtenhem :  21.10.1690 - 09.11.1691[3]
- Cornelis van Outhoorn :  9.11.1691 - 29.10.1692
- Hendrick van Buijtenhem :  29.10.1692 - 19.10.1693[3]
- Gerrit de Heere : 19.10.1693 :  - 7.11.1694
- Hendrik Dijkman :  7.11.1694 - 27.10.1695
- Cornelis van Outhoorn :  27.10.1695 - 15.10.1696
- Hendrik Dijkman :  15.10.1696 - 3.11.1697
- Pieter de Vos : 3.11.1697 - 23.10.1698
- Hendrik Dijkman :  23.10.1698 - 12.10.1699
- Pieter de Vos :  21.10.1699 - 31.10.1700
- Hendrik Dijkman :  31.10.1700 - 21.10.1701
- Abraham Douglas :  21.10.1701 - 30.10.1702
- Ferdinand de Groot :  9.11.1702 - 30.10.1703
- Gideon Tant :  30.10.1703 - 18.10.1704
- Ferdinand de Groot :  18.10.1704 - 6.11.1705
- Ferdinand de Groot :  26.10.1706 - 15.10.1707
- Hermanus Menssingh  15.10.1707 - 2.11.1708
- Jasper van Mansdale :  2.11.1708 - 22.10.1709
- Hermanus Menssingh :  22.10.1709 - 10.11.1710
- Nicolaas Joan van Hoorn :  10.11.1710 - 31.10.1711
- Cornelis Lardijn :  31.10.1711 - 7.11.1713
- Cornelis Lardijn :  7.11.1713 - 27.10.1714
- Nicolaas Joan van Hoorn :  27.10.1714 -19.10.1715
- Gideon Boudaen :  19.10.1715 - 3.11.1716
- Joan Aouwer :  3.11.1716 - 24.10.1717
- Christiaen van Vrijbergh[e] : 24.10.1717 - 13.10.1718
- Joan Aouwer :  13.10.1718 - 21.10.1720
- Roelof Diodati :  21.10.1720 - 9.11.1721
- Hendrik Durven :  9.11.1721 - 18.10.1723
- Johannes Thedens :  18.10.1723 - 25.10.1725
- Joan de Hartogh :  25.10.1725 - 15.10.1726
- Pieter Boockestijn :  15.10.1726 - 3.11.1727
- Abraham Minnedonk :  3.11.1727 - 20.10.1728
- Pieter Boockestijn :  22.10.1728 - 12.10.1729
- Abraham Minnedonk :  12.10.1729 - 31.10.1730
- Pieter Boockestijn :  31.10.1730 - 7.11.1732
- Hendrik van de Bel :  7.11.1732 - 27.10.1733
- Rogier de Laver :  27.10.1733 - 16.10.1734
- David Drinckman :  16.10.1734 - 4.11.1735
- Bernardus Coop [Coopa] à Groen :  4.11.1735 - 24.10.1736
- Jan van der Cruijsse :  24.10.1736 - 13.10.1737
- Gerardus Bernardus Visscher :  13.10.1737 - 21.10.1739
- Thomas van Rhee :  22.10.1739 - 8.11.1740
- Jacob van der Waeijen :  9.11.1740 - 28.10.1741
- Thomas van Rhee :  29.10.1741 - 17.10.1742
- Jacob van der Waeijen :  17.10.1742 - 9.11.1743
- David Brouwer :  5.11.1743 - 1.11.1744
- Jacob van der Waeijen :  2.11.1744 - 28.12.1745
- Jan Louis de Win :  30.12.1745 - 2.11.1746
- Jacob Baelde :  3.11.1746 - 25.10.1747
- Jan Louis de Win :  28.10.1747 - 11.11.1748
- Jacob Baelde :  12.11.1748 - 8.12.1749
- Hendrik van Homoed :  8.12.1749 - 24.12.1750
- Abraham van Suchtelen :  25.12.1750 - 18.11.1751
- Hendrik van Homoed :  19.11.1751 - 5.12.1752
- David Boelen :  6.12.1752 - 15.10.1753
- Hendrik van Homoed :  16.10.1753 - 3.11.1754
- David Boelen :  4.11.1754 - 25.10.1755
- Herbert Vermeulen :  25.10.1755 - 12.10.1756
- David Boelen :  13.10.1756 - 31.10.1757
- Herbert Vermeulen :  1.11.1757 - 11.11.1758
- Johannes Reijnouts :  12.11.1758 - 11.11.1760
- Marten Huijshoorn :  12.11.1760 - 30.10.1761
- Johannes Reijnouts :  31.10.1761 - 2.12.1762
- Fredrik Willem Wineke :  3.12.1762 - 6.11.1763
- Jan Crans :  7.11.1763 - 24.10.1764
- Fredrik Willem Wineke :  25.10.1764 - 7.11.1765
- Jan Crans :  8.11.1765 - 31.10.1766
- Herman Christiaan Kastens :  1.11.1766 - 20.10.1767
- Jan Crans :  21.10.1767 - 8.11.1769
- Olphert Elias :  9.11.1769 - 16.11.1770
- Daniel Armenault :  17.11.1770 - 9.11.1771
- Arend Willem Feith :  10.11.1771 - 3.11.1772
- Daniel Armenault [Almenaault] :  4.11.1772 - 22.11.1773
- Arend Willem Feith :  23.11.1773 - 10.11.1774
- Daniel Armenault [Almenaault] :  11.11.1774 - 28.10.1775
- Arend Willem Feith :  28.10.1775 - 22.11.1776
- Hendrik Godfried Duurkoop : 23.11.1776 - 11.11.1777
- Arend Willem Feith :  12.11.1777 - 28.11.1779
- Isaac Titsingh :  29.11.1779 - 5.11.1780
- Arend Willem Feith :  6.11.1780 - 23.11.1781
- Isaac Titsingh :  24.11.1781 - 26.10.1783
- Hendrik Caspar Romberg :  27.10.1783 - _.8.1784
- Isaac Titsingh :  -.8.1784 - 30.11.1784
- Hendrik Caspar Romberg :  0.11.84 - 21.11.1785
- Johan Fredrik van Rheede tot de Parkeler :  22.11.1785 - 20.11.1786
- Hendrik Caspar Romberg :  21.11.1786 - 30.11.1787
- Johan Frederik van Rheede tot de Parkeler :  1.12.1787 - 1.8.1789
- Hendrik Casper Romberg :  1.8.1789 - 13.11.1790
- Petrus Theodorus Chassé :  13.11.1790 - 13.11.1792
- Gijsbert Hemmij :  13.11.1792 - 8.7.1798
- Leopold Willem Ras :  8.7.1798 - 17.7.1800
- Willem Wardenaar :  16.7.1800 - 14.11.1803
- Hendrik Doeff :  14.11.1803 - 6.12.1817
- Jan Cock Blomhoff :  6.12.1817 - 20.11.1823
- Johan Willem de Sturler :  20.11.1823 - 5.8.1826
- Germain Felix Meijlan :  4.8.1826 - 1.11.1830
- Jan Willem Fredrik van Citters :  1.11.1830 - 30.11.1834
- Johannes Erdewin Niemann :  1.12.1834 - 17.11.1838
- Eduard Grandisson :  18.11.1838 - _.11.1842
- Pieter Albert Bik :  _.11.1842 - 31.10.1845
- Joseph Henrij Levijssohn :  1.11.1845 - 31.10.1850
- Frederick Colnelis Rose :  1.11.1850 - 31.10.1852
- Janus Henricus Donker Curtius :  2.11.1852 - 28.2.1860  [[Donker Curtius est le dernier d'une longue liste d'opperhoofden néerlandais stationnés à Dejima, et fortuitement, Curtius devient également le premier de nombreux représentants diplomatiques et commerciaux néerlandais au Japon lors de l'éclosion des années pré-Meiji.]

## Sources
- Blomhoff, J.C. (2000). The Court Journey to the Shogun of Japan: From a Private Account by Jan Cock Blomhoff. Amsterdam
- Blussé, L. et al., eds. (1995–2001) The Deshima [sic] Dagregisters: Their Original Tables of Content. Leiden.
- Blussé, L. et al., eds. (2004). The Deshima Diaries Marginalia 1740-1800. Tokyo.
- Boxer. C.R. (1950). Jan Compagnie in Japan, 1600-1850: An Essay on the Cultural, Aristic, and Scientific Influence Exercised by the Hollanders in Japan from the Seventeenth to the Nineteenth Centuries. Den Haag.
- Caron, F. (1671). A True Description of the Mighty Kingdoms of Japan and Siam. London.
- (nl) de Winter, Michiel. (2006). "VOC in Japan: Betrekkingen tussen Hollanders en Japanners in de Edo-periode, tussen 1602-1795" ("VOC in Japan: Relations between the Dutch and Japanese in the Edo-period, between 1602-1795").
- Doeff, H. (1633). Herinneringen uit Japan.  Amsterdam. [Doeff, H. "Recollections of Japan"  (ISBN 1-55395-849-7)]
- Edo-Tokyo Museum exhibition catalog. (2000). A Very Unique Collection of Historical Significance: The Kapitan (the Dutch Chief) Collection from the Edo Period—The Dutch Fascination with Japan. Catalog of "400th Anniversary Exhibition Regarding Relations between Japan and the Netherlands," a joint project of the Edo-Tokyo Museum, the City of Nagasaki, the National Museum of Ethnology, the National Natuurhistorisch Museum" and the National Herbarium of the Netherlands in Leiden, the Netherlands. Tokyo.
- Leguin, F. (2002). Isaac Titsingh (1745-1812): Een passie voor Japan, leven en werk van de grondlegger van de Europese Japanologie. Leiden.
- Nederland's Patriciaat, Vol. 13 (1923). Den Haag.
- Screech, Timon. (2006). Secret Memoirs of the Shoguns: Isaac Titsingh and Japan, 1779-1822. London.
- Siebold, P.F.v. (1897). Nippon. Würzburg e Leipzig.
- Titsingh, I. (1820). Mémoires et Anecdotes sur la Dynastie régnante des Djogouns, Souverains du Japon. Paris.
- Titsingh, I. (1822). Illustrations of Japan; consisting of Private Memoirs and Anecdotes of the reigning dynasty of The Djogouns, or Sovereigns of Japan. London.